# Futog
Futog (kyrillisch Футог, ungarisch Futak, deutsch Futok, auch Eugenwall) ist eine Stadt mit 18.582 Einwohnern in der Batschka in Serbien, an der mittleren Donau ca. 10 Kilometer westlich von Novi Sad gelegen.

## Geschichte
Futog wurde erstmals 1224 erwähnt, als es von Tataren zerstört wurde. Im Jahr 1500 wurde es zu einem Marktort und kam nur wenig später im Jahr 1526 nach der Schlacht von Mohács zum Osmanischen Reich. Die türkische Herrschaft dauerte über 160 Jahre bis zum Jahre 1687, als in einer erneuten Schlacht bei Mohács die Österreicher einen großen Sieg über die Osmanen erlangten. In den Jahren 1716–17 hielt sich Prinz Eugen von Savoyen in Futog auf. In den Jahren 1763–64 begann die planmäßige Besiedlung des Ortes mit in Schwaben und im Elsass angeworbenen Siedlern. 1769 wurde der österreichische Feldmarschallleutnant Andreas Hadik auf Grund seiner militärischen Verdienste in den Reichsgrafenstand erhoben und bekam die Herrschaft Futak übertragen. Im Jahr 1774 wurde Neu-Futak gegründet. 1776 wurde die  Serbisch-orthodoxe Kirche erbaut und eingeweiht. Sie ist den Heiligen Ärzten Cosmas und Damian geweiht. 1788 besuchte Kaiser Joseph II. den Ort.
1852 ging die Herrschaft an Rudolf Chotek von Chotkow. Politisch gehörte Futog in den Revolutionsjahren von 1848 bis 1849 zur Vojvodschaft Serbien, einer autonomen Region innerhalb des habsburgischen Königreichs Ungarn. Von 1849 bis 1860 wurde diese mit dem Banat zur Vojvodschaft Serbien und temescher Banat zusammengefasst. 1895 wurde Futog an das Eisenbahnnetz angeschlossen und erhielt eine eigene Bahnstation.
Nach dem Ersten Weltkrieg kam der Ort am 1. Dezember 1918 zum neu gegründeten so genannten SHS-Staat (Slowenen, Kroaten, Serben: Država Slovenaca, Hrvata i Srba), der 1929 nach einer Verfassungsreform zum Königreich Jugoslawien wurde.
Bis 1945 bestand der Ort aus zwei Gemeinden:
- Novi Futog (Neufutok, Mackensenhorst) mit einer rein deutschen Bevölkerung,
- Stari Futog (Altfutok, Eugendorf, auch Eugenwall) mit einer gemischt deutsch-serbischen Bevölkerung.

Die deutsche Bevölkerung flüchtete im Oktober 1944 beim Herannahen der Roten Armee oder wurde später vertrieben.

## Bevölkerung
| Jahr      | 1948  | 1953  | 1961  | 1971   | 1981   | 1991   | 2002   | 2010   |
| --------- | ----- | ----- | ----- | ------ | ------ | ------ | ------ | ------ |
| Einwohner | 5.366 | 6.049 | 8.256 | 10.614 | 14.664 | 16.048 | 18.582 | 20.802 |

| Nationalität  | Anzahl | %     |
| Serben        | 16828  | 90,56 |
| Montenegriner | 68     | 0,37  |
| Jugoslawen    | 226    | 1,22  |
| Ungarn        | 279    | 1,50  |
| Roma          | 107    | 0,58  |
| Kroaten       | 152    | 0,82  |
| andere        | 922    | 4,96  |

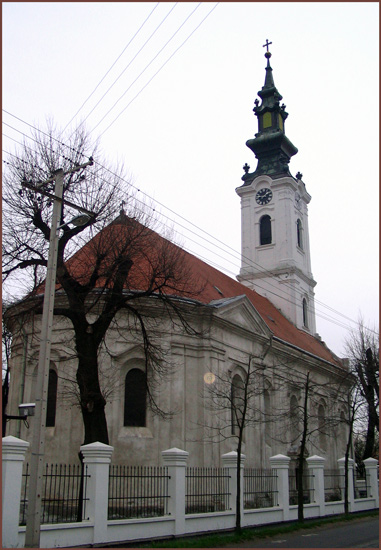
Serbisch-Orthodoxe Kirche Hl. Cosmas und Damian, erbaut 1776
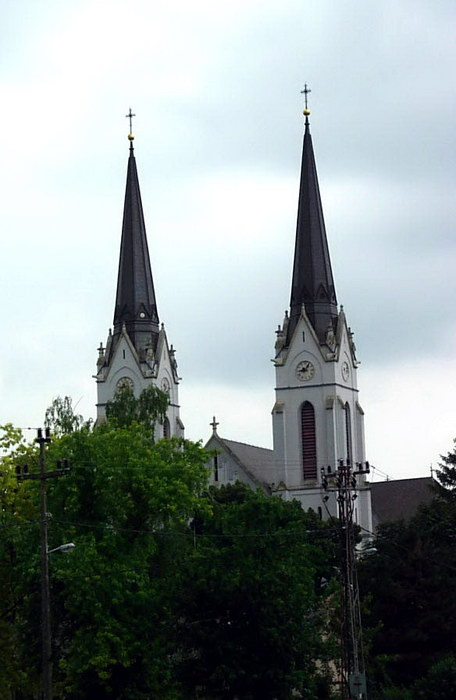
Katholische Herz-Jesu-Kirche, erbaut 1908

## Persönlichkeiten
- Andreas Hadik von Futak (1711–1790), österreichischer Reichsgraf und Generalfeldmarschall